# پلاموشی

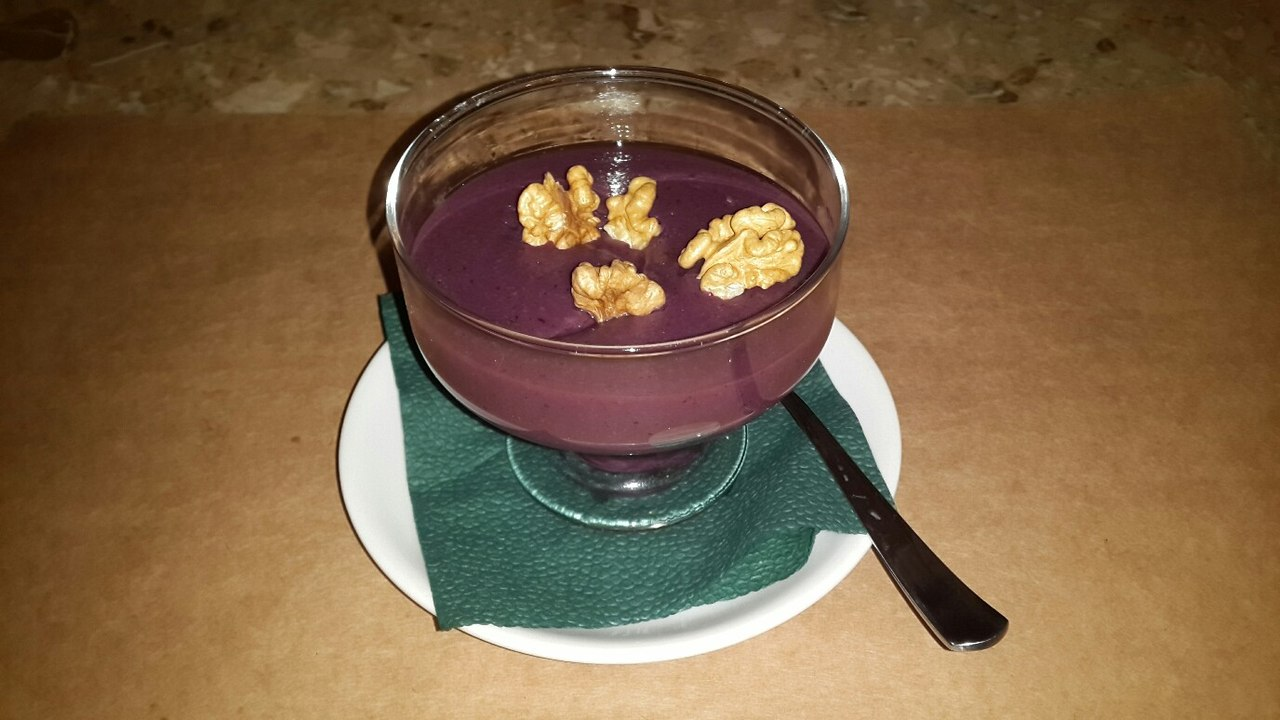
پلاموشی

پلاموشی (گرجی: ფელამუში) (به انگلیسی: Pelamushi) یک دسر حلیم‌فرنگی گرجی است که به‌طور معمول در فصل پاییز تهیه شده و از ژله‌ای سفت و ضخیم سرد شده که حاصل از آب انگور و آرد می‌باشد، تشکیل شده‌است. این دسر بیشتر اوقات همراه با آجیل پوست‌کنده یا گوزیناکی مصرف می‌شود.